# William Painter
William Painter (1540? - febrero de 1594, Londres) fue un escritor inglés nacido en Kent. Estudió en la institución St John's College, en 1554. En 1561, se convirtió en empleado de artefactos de la Torre de Londres, posición en la que pudo haber ganado una fortuna fuera de los fondos públicos. En 1586, confesó que el gobierno le debía mil libras, por lo que al año siguiente recibió cargos por especulación.
En su trayectoria como escritor, su primer volumen de Palace of Pleasure apareció en 1566, siendo dedicado al conde de Warwick. La colección incluía sesenta cuentos, siendo seguida al año siguiente por un segundo volumen que contenía a 34 historias inéditas. Una segunda edición mejorada, lanzada en 1575, incluyó siete nuevos relatos. Painter tomó prestado algunas historias de Heródoto, Giovanni Boccaccio, Plutarco, Aulo Gelio, Claudio Eliano, Livy, Tácito, Quinto Curcio Rufo, Giovanni Battista Giraldi, Matteo Bandello, Giovanni Fiorentino, Gianfrancesco Straparola y la reina Margarita de Navarra, entre otros.
The Palace of Pleasure fue editado por Joseph Haslewood en 1813. Esta edición fue incluida en el Museo Británico en 1890, donde se incluyó una introducción donde se hablaba de la importancia de la novela italiana en la época literaria de la reina Elizabeth. 